# Peter Wohlfahrtstätter

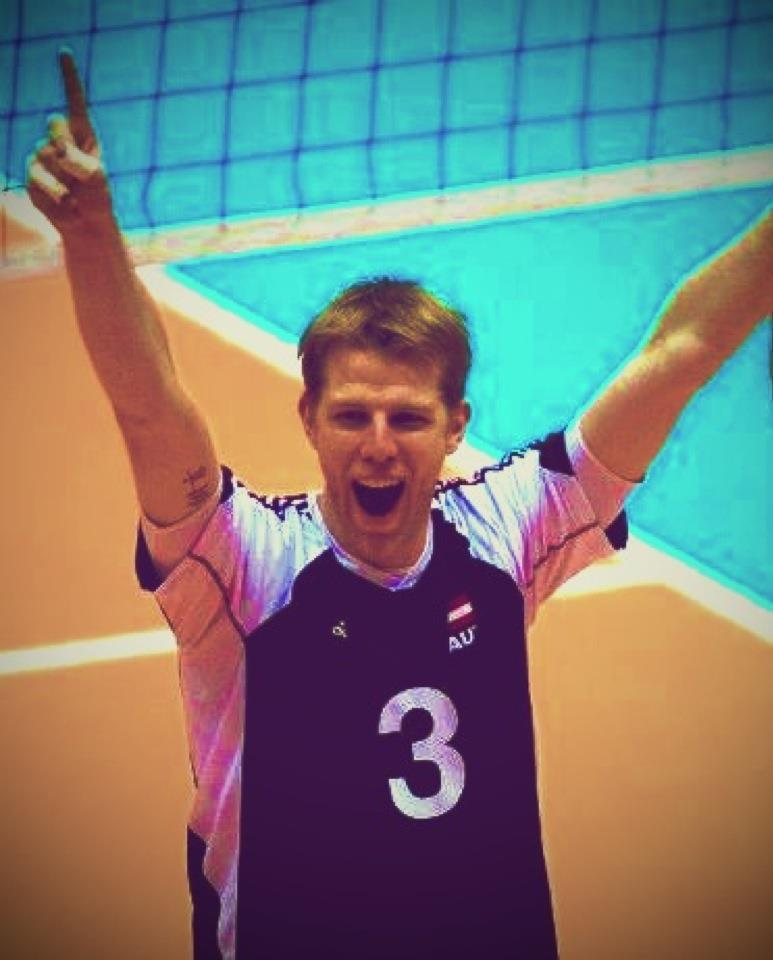
Peter Wohlfahrtstätter reprezentantem Austrii w 2013 roku

Peter Wohlfahrtstätter (ur. 10 marca 1989 w Wörglu) – austriacki siatkarz, grający na pozycji środkowego. 

## Kariera klubowa
| Kariera juniorska | Kariera juniorska       | Kariera juniorska | Kariera juniorska | Kariera juniorska | Kariera juniorska | Kariera juniorska | Kariera juniorska | Kariera juniorska | Kariera juniorska | Kariera juniorska |
| ----------------- | ----------------------- | ----------------- | ----------------- | ----------------- | ----------------- | ----------------- | ----------------- | ----------------- | ----------------- | ----------------- |
| Lata              | Klub                    |                   |                   |                   |                   |                   |                   |                   |                   |                   |
| 2004–2008         | VC Klafs Brixental      |                   |                   |                   |                   |                   |                   |                   |                   |                   |
| Kariera seniorska |                         |                   |                   |                   |                   |                   |                   |                   |                   |                   |
| Lata              | Klub                    |                   |                   |                   |                   |                   |                   |                   |                   |                   |
| 2008–2011         | HotVolleys Wiedeń       |                   |                   |                   |                   |                   |                   |                   |                   |                   |
| 2011–2013         | VC Antwerpia            |                   |                   |                   |                   |                   |                   |                   |                   |                   |
| 2013–2016         | SK Posojilnica Aich/Dob |                   |                   |                   |                   |                   |                   |                   |                   |                   |
| 2016–2017         | Effector Kielce         |                   |                   |                   |                   |                   |                   |                   |                   |                   |
| 2017–2018         | Tourcoing Lille         |                   |                   |                   |                   |                   |                   |                   |                   |                   |
| 2018–             | SL Benfica              |                   |                   |                   |                   |                   |                   |                   |                   |                   |

## Sukcesy klubowe
Puchar Austrii:
- 2009, 2011

MEVZA - Liga Środkowoeuropejska:
- 2010, 2014, 2015
- 2009

Liga austriacka:
- 2009, 2010, 2014, 2015, 2016
- 2011

Liga belgijska:
- 2012

Puchar Francji:
- 2018

Superpuchar Portugalii:
- 2018, 2019, 2020, 2021, 2023[3]

Puchar Portugalii:
- 2019, 2022[4], 2023[5], 2025[6]

Liga portugalska:
- 2019, 2021, 2022[7], 2023[8], 2024[9]
- 2025[10]

## Sukcesy reprezentacyjne
EuroVolley Challenge:
- 2010

Liga Europejska:
- 2016

## Nagrody indywidualne
- 2016 - Najlepszy środkowy Ligi Europejskiej